# Oleksandr Sydorenko
Oleksandr Oleksandrowytsch Sydorenko (ukrainisch Олександр Олександрович Сидоренко, russisch Александр Александрович Сидоренко Alexander Alexandrowitsch Sidorenko; * 27. Mai 1960 in Schdanow; † 20. Februar 2022 in Mariupol) war ein sowjetischer Schwimmer ukrainischer Herkunft.
Bei den Olympischen Sommerspielen 1980 in Moskau wurde er über 400 m Lagen Olympiasieger. 1981 wurde er Europameister über 200 m Lagen; ein Jahr später errang er den Weltmeistertitel über diese Strecke.
Sydorenko war mehrmals sowjetischer Meister (1978, 1979, 1981–1985 über 200 m; 1979 – 100 m).
Sydorenko starb im Februar 2022 im Alter von 61 Jahren aufgrund von Komplikationen im Zusammenhang mit einer COVID-19-Erkrankung.